# Milivoj Kujundžić
Milivoj Kujundžić (Preko, Ugljan, 11. veljače 1928. – Zagreb, 9. kolovoza 2001.) bio je hrvatski političar, pravnik, sudionik narodnooslobodilačke borbe (NOB) i bivši djelatnik Udbe (1947. – 1963.).:str. 349.

## Osnovni podaci
Milivoj Kujundžić je u razdoblju Drugog svjetskog rata, od 1943.do 1945. godine, bio pripadnik postrojbe Mosorski partizanski odred. Zatim nakon rata i završetka srednjoškolskog obrazovanja djeluje kao radnik u republičkom Sekretarijatu unutarnjih poslova (dalje: SUP) SRH (1947. – 1963.), prvo u splitskom centru Udbe, s kratkim prekidom tijekom rada u kriminalističkoj policiji u Splitu i Zagrebu (1954. – 1955.), da bi potom bio unaprijeđen na mjesto u centralu Udbe u Zagrebu, nakon odlaska iz resora postavljen je za glavnog tajnika Turističkog saveza Zagreba i sekretara Udruženja kongresnih gradova Jugoslavije (1963. – 1975.), te je postavljen za direktora nakladničkog društva Publicitas (1975.).:str. 349.-351. Uoči demokratskih promjena u Hrvatskoj, na poziv Josipa Manolića priključuje se HDZ-u, te je imenovan zapovjednikom stožera Narodne zaštite Zagreba i članom Kriznog štaba za Zagrebačko područje (1991.), da bi na parlamentarnim izborima 1992. bio izabran za zastupnika u Zastupnički dom Sabora RH s liste HDZ-a, koju je dužnost obnašao u dva mandata: 1992. – 1995., te 1995. – 1999. godine. 
Unutar stranačkih organizacija HDZ-a bio je aktivan od samih početaka osnivanja HDZ-a 17. lipnja 1989., kao i u mjesnoj organizaciji u zagrebačkom naselju Trnje, da bi potom obnašao dužnost predsjednika Statutarne komisije (1989. – 1993.), potpredsjednika Gradske organizacije (GO) HDZ-a (1989. – 1993.), član GO HDZ-a Grada Zagreba (1997. – 2000.), zaključno je bio izabran za predsjednik Visokog časnog suda HDZ-a (2000. – 2001.). 

## Drugi svjetski rat i mladost

### Školovanje
Milivoj Kujundžić rođen je u Prekom, na otoku Ugljanu 11. veljače 1928., u obitelji Mije i Marije Kujundžić (rođene Martinović), gdje je njegov otac radio kao porezni službenik Kraljevine Jugoslavije. 
Otac Mijo Kujundžić (1895. – 1960.) rođen je u Podbablju (Poljicima) te je u Splitu završio Trgovačku školu, da bi se zaposlio kao službenik u poreznoj upravi na otoku Ugljanu, a na vrhuncu karijere, 1938., bio imenovan višim poreznim kontrolorom Poreske uprave grada Splita, na kojem je namještenju dočekao početak Drugog svjetskog rata, okupaciju Kraljevine Jugoslavije i proglašenje NDH. Prema Milivojevim kasnijim svjedočanstvima otac mu je bio gorljivi pristaša HSS-a Vladka Mačeka, dok su mu pojedini stričevi bili pristaše kralja Karađorđevića i deklarirani jugoslavenski unitaristi. Majka Marija Kujundžić (dj. Martinović, 1904.) bila je iz Kukljice, na otoku Ugljanu, preminula je tijekom rata, 1945. godine. Majčini rođaci bili su pristalice talijanskih fašističkih organizacija, s obzirom na to da su živjeli u Zadru, te su se priklonili tadašnjim vlastima, jer je Zadar bio talijanski teritorij od Rapallskog ugovora 1920. godine.
Osnovnu (pučku) školu Kujundžić je završio u Molatu 1940., gimnaziju u Splitu 1947., Višu školu Udbe u Beogradu 1954., Vojnu školu za rezervnog starješinu u činu kapetana I. klase u Sarajevu 1955., diplomirao je na Pravnom fakultetu Univerziteta u Beogradu 1955., stekao je magisterij iz ekonomije, na Ekonomskom fakultetu Sveučilišta u Zagrebu 1974., te je položio pravosudni ispit 1978. u Zagrebu.

Već tijekom pučke kasnije naobrazbe Milivoj Kujundžić pokazivao svoju sklonost prema politici, stoga se tijekom školovanja u Splitu,1940., pridružio klerikalnoj organizaciji katoličke mladeži, tzv. križarima. Njegova sestra Ksenija je tijekom rata bila članica ustaške, zatim talijanske liktorske mladeži (fašističke omladinske organizacije, tal. Gioventa Italiana dei Littorio, GIL). Tijekom života u Splitu, iz svoje rane mladosti, bio je svjedokom događaja koje je Miljenko Smoje opisivao u svom Velom mistu, naime, u medijskom istupu novinarima Večernjeg lista, iznio je kako je vidio ubojstvo Vicka Bujanovića na radničkim akcijama iz ožujka 1938., u Splitu:
"Bila je nedjelja prijepodne, a ja sam se igrao s ostalim dječacima iz ulice. Bili smo blizu današnjih Prokurativa kad je naišlo 300, 400 radnika koji su demonstrirali. Nisu bili niti prljavi, niti razulareni. Normalno odjeveni ljudi koji su izvikivali da traže sigurnost rada, veće plaće i slično. Od kina su krenuli prema Rivi, tu se jedan izdvojio iz mase i držao govor, koji je praćen odobravanjem demonstranata. Onda su se uputili prema Bjamanotoovoj fontani i u tome je trenutku počela pucnjava: pucala je kraljevska žandarmerija, a u seriji "Velo misto" prikazano je da puca Mačekova zaštita."

### Odlazak u partizane
O svom odlasku u partizane, u intervjuu u tjedniku Globus kazao je kako se;
"Veselio kada je propala bivša Kraljevina Jugoslavija. Ali nakon Rimskih sporazuma, mi u Dalmaciji, jednostavno nismo više mogli biti za NDH. Pavelić je moj rodni kraj predao Italiji! Kako sam ga mogao poštovati? Osobito me pogodilo što je bilo najavljeno da će Hrvatska dobiti kralja iz savojske dinastije. Zar da vječito nosimo strance na plećima? Iako sam tada živio na malom otoku Ugljanu nasuprot Zadra, čuo sam za odluke Prvog zasjedanja AVNOJ-a (održanog na oslobođenom teritoriju u Bihaću,  26. – 27.11.1942.). Čitao sam i shvatio - pa to je dobro! Kad ja nečemu priđem, učinim to svim srcem. Takav sam. U dobi od četrnaest godina postao sam skojevac - napadao talijanske vojarne, krao bombe, streljivo".
Milivoj Kujundžić se u ljeto 1943. kao učenik priključio partizanima, te je bio pripadnik Omiške grupe udarnih bataljuna Mosorskog partizanskog odreda, u sklopu kojeg je sudjelovao u završnim ratnim operacijama na području Dalmacije sve do akcije oslobođenja Splita, ujesen 1944. U ožujku 1945. otpušten je iz posadnog bataljuna JA u Splitu. Nastavio je gimnazijsko školovanje u Splitu, čak je bio izabran za sekretara školskog SKOJ-a.  

## Karijera u socijalističkoj Jugoslaviji

### Isljednik Udbe
Ubrzo je tijekom 1947. zaposlio u splitskoj Udbi, koja je tada svom djelokrugu bila posvećena izvršavanju zadaća borbe protiv unutarnjih i vanjskih neprijatelja režima, poput pristalica IB-a, krijumčara visokotarifnih roba, učestalih ilegalnih prelazaka granice, zatim nadzora Katoličke crkve i aktivne borbe s preostalim odmetnicima, tzv. križarima koji su se skrivali u dalmatinskom zaleđu, na područjima Cetinske i Imotske krajine, te susjedne Hercegovine.:str. 482-490. Nije poznato kakvu je ulogu Kujundžić imao u ispitivanju svećenika i župnika u Vranjicu, don Radovana Jerkovića (1900. – 1950.), koji je u lipnju 1950. uhićen i odveden u istražni centar UDB-e Split, na Katalinića brigu, tijekom kojeg, dvomjesečnog pritvora, je preminuo od posljedica mučenja, da bi sam Kujundžić naveo kako u svojoj karijeri u Udbi, on nikada nije bio zadužen za kler.
U splitskoj Udbi Kujundžić je proveo pet godina rada (1947. – 1952.). Jedno je vrijeme, u Splitu, bio postavljen za sekretara III. Odsjeka Udbe za Dalmaciju, koju je dužnost obnašao od 1947. do 1949. godine. Iz tog vremena bilježe se njegovo isljeđivanje Franke Hatze, Goranom Hatzeom, Zvonimirom Markovićem, Tihomilom Rađom, Ivom Mašinom, Velimirom Terzićem, zatim neznanim gimnazijalcem koji je zbog Kujundžićevog djelovanja izgubio pravo školovanja, te brojnim drugima koji su se nasli kao predmet Udbinih istražnih metoda obrađivanja.:str. 17.-18.
Uskoro 1952. odlazi u Beograd na Višu školu Udbe koju završava s odličnim uspjehom. Za sebe je naveo kako je pripadao prvoj generaciji školovanih oficira Udbe. U to je vrijeme na čelu opunomoćstva splitskog područja za teritorij OZN-e VIII. Korpusa šef bio Ivo Senjanović, predsjednik NOO Split, a zamjenik Marko Čolak, načelnik splitske Udbe.:str. 515.
U razdoblju 1954. – 1955. Kujundžić je raspoređen na rad u kriminalističkoj službi pri ispostavi SUP-a u Splitu, na mjesto kriminalističkog inspektora. Potom se prebacio u kriminalističku službu pri SUP-u u Zagrebu gdje se zadržao sve od 1958., kada ponovno prelazi na rad u republičku Udbu (1958. – 1963.) u Zagrebu.:str. 17.-18.:str. 46. U svom intervjuu novinarima tjednika Globusa, u listopadu 1993., rekao je kako se tijekom školovanja u Udbinoj Višoj školi u Beogradu, nadao diplomatskoj karijeri u inozemstvu te da je upravo on mogao biti taj koji će izvesti atentat na Antu Pavelića.

### Nesuđena diplomatska karijera
Kujundžić se nadao prelasku iz Udbe, dakle iz resora SUP-a u novoformiranu Upravu za informacije i dokumentaciju (dalje: UID) u sklopu resora Sekretarijata vanjskih poslova, koja je djelovala u sklopu jugoslavenskih veleposlanstava u  inozemstvu. Negdje u to vrijeme, 24. veljače 1955. godine, zabilježeno je kako je Kujundžić, tada još kao student beogradskog univerziteta, održao izlaganje pod naslovom Suština i značaj politike aktivne koegzistencije koje se održavalo u sklopu ciklusa Međunarodna zbivanja i događaji, održanih u veljači 1955. u sklopu Narodnog sveučilišta u Splitu, kojom je nastojao prikazati tadašnju vanjsku politiku odabira trećeg puta, koju je kasnije predvodila Jugoslavija vodeća država članica Pokreta nesvrstanih.
Tijekom radnog staža u Udbi, navodno se znalo dogoditi da djelatnici Udbe stradaju u nerazjašnjenim okolnostima, odnosno "sumnjivim" prometnim nesrećama, poput Slobodana Penezića Krcuna, u SR Srbiji, ili Milana Miškovića u SR Hrvatskoj. Naime, jednom prilikom, u godinama nakon što je Kujundžić napustio Udbu, na Jadranskoj magistrali, na dionici puta šest kilometara od Zadra, dana 30. listopada 1966., došlo je do teške prometne nesreće, kojom prilikom je Kujundžić u velikoj brzini pri pokušaju pretjecanja izgubio kontrolu nad vozilom i sletio s ceste, gdje se prevrnuo. Drugi automobil, kojim je upravljao Stipe Mamić, je zbog naglog kočenja u brzini, udario u desni rub ceste, te se na cesti prevrnuo, i klizio petnaest metara. U toj nesreći Kujundžić je zadobio teške tjelesne ozljede, dok je Mamić zadobio lakše tjelesne ozljede, ostalih ozlijeđenih nije bilo.

### Glavni tajnik Turističkog saveza Zagreba
U vrijeme neposredno nakon sloma pokreta hrvatskog proljeća, Kujundžić je  navodio kako je bio proganjan, iako je do 1975. čak napredovao na mjesto direktora, te je 1978. položio pravosudni ispit, čime je stekao uvjete za pristup odvjetništvu.  Prema dostupnim podacima Kujundžić je do 1974. radio kao tajnik Turističkog saveza Zagreba.  U intervjuu u tjedniku Globus iznosi činjenicu kako se 1963.  na preporuku Pere Pirkera zaposlio na mjestu glavnog tajnika Turističkog saveza Zagreba, iako se navodno Većeslav Holjevac protivio postavljanju Kujundžića na tu funkciju. Nastavno je Kujundžić iznio podatak kako je bio i u organizacijskom odboru za izgradnju autoceste Zagreb-Split 1971. Neki su ironično dali zaključiti, pošto je u bivšem jugoslavenskom sustavu bio udbaš i tajnik Turisičkog saveza Zagreba, kako je Kujundžić osobito pazio da se među stranim turistima ne prokrijumčari u Zagreb koji agent američke CIA-e i da neki iznajmljivač soba ne postane agentov jatak. Kasnije je Kujundžić navodio kako je zavrijedio etiketu hrvatskog nacionalista te je bio okrivljen za pripadnost tzv. Komitetu pedesetorice, te su protiv njega podignuli nekoliko optužnica, koji modalitetom su tadašnje vlasti pokušale formalizirati neprijatelja u širokim masama.

## Karijera u samostalnoj Hrvatskoj

### Priključenje HDZ-u
U politiku se Kujundžić vraća nakon demokratskih promjena u Hrvatskoj, pod egidom Tuđmanove pomirbe.:str. 17.-18. Na poziv svog starog znanca iz bivše Udbe, Josipa Manolića, u ožujku 1989., priključio se osnivanju HDZ-a.:str. 46.Iako je navodio kako je Manolića upoznao tek 1971., ostaje činjenica da su obojica radili krajem pedesetih i početkom šezdesetih u zagrebačkoj Udbi, te je vjerojatno kako je poznavao je Manolića još iz vremena dok je ovaj bio šef zagrebačke Udbe. Grupa oko Marka Veselice i Hrvoja Šošića bila je nezadovoljna tzv. komunističkom jezgrom koja se formirala oko Tuđmana, a jedan od glavnih protivnika navedene grupacija bio je upravo Kujundžić, koji se navodno zalagao za ujedinjenje svih snaga u borbi protiv Slobodana Miloševića, te se pridružio HDZ-u tek kad su predstavnici grupacije Šošić - Veselica ispali iz igre, također je smatrao da bi Tuđman trebao djelovati u sjeni, ali se tome suprotstavio Manolić, koji je uvidio Tuđmanove liderske sposobnosti.:str. 46. Bio je među tzv. barakašima, koji su 17.lipnja 1989. sudjelovali na osnivačkoj skupštini HDZ-a, u baraci NK Borca u zagrebačkom naselju Jarun. Osnivačka skupština bila je zakazana u hotelu Panorama, ali je zbog zabrane održana konspirativno u baraci na Jarunu. Zbog zabrane su na osnivačkoj skupštini bili prisutni samo oni kojima je usmeno javljeno, i to njih 48, među kojima je bio i diplomirani pravnik Milivoj Kujundžić. Na osnivačkoj skupštini HDZ-a bio je izabran za predsjednika Statutarne komisije HDZ-a, te se na toj funkciji održao sve do drugog općeg sabora HDZ-a.:str. 51. U to je vrijeme bilo važno osnovati jaku stranačku organizaciju u Zagrebu, te je na skupu održanom u prostorijama Ekonomskog fakulteta Sveučilišta u Zagrebu, 23. prosinca 1989. osnovan Gradski odbor HDZ-a, da bi se izabralo Predsjedništvo gradske organizacije HDZ-a Zagreba, te je za predsjednika imenovan Stjepan Mesić, a među izabranim potpredsjednicima bio je i sam Kujudnžić.:str. 188.-189.
Kujundžić je sudjelovao kao član iz redova HDZ-a (uz Antu Đapića, Velibora Kikereca i Petra Šalu) prilikom osnivanja Komiteta istine o Andriji Hebrangu, 27. siječnja 1990., kao razlog su iznijeli nemogućnost provođenja demokratizacije bez rasvjetljavanja sudbine Andrije Hebranga, stradalog u Titovom obračunu s IB-om.:str. 91.-92. Nedugo nakon toga HDZ je bio registriran kao politička stranka rješenjem Republičkog sekretarijata za upravu i pravosuđe.   

Usprkos svemu nije sudjelovao kao kandidat za zastupnika u Sabor RH, na prvim višestranačkim izborima 1990. Od osnivanja Gradske organizacije (GO) HDZ-a Grada Zagreba, 23.prosinca 1989., pa sve do srpnja 1993., bio je potpredsjednik Gradskog odbora HDZ-a.:str. 351. Bila je glasovita njegova konformistička izjava kako Tuđman želi da što duže ostane predsjednikom države kako bi time sa svojeg položaja mogao što više pomogao Hrvatskoj izjavljena u svibnju 1994., za tjednik Danas.U intervjuu u tjedniku Globus, iz 1993., sam Kujundžić prikazuje kako je izgledao njegov početni stranački angažman: 
"Radio sam sve od ubacivanja letaka u sandučiće, do razoružavanja četnika u Zagrebu. Sjećate li se HDZ-ova letka, U boj, kojeg smo raznosili po cijeloj Hrvatskj kad su se Miloševićeve horde spremale na Sloveniju i na nas u studenom 1989.? Osobno sam u poštanske sandučiće ubacio 500 letaka!" Od 17.lipnja 1989. do 22. veljače 1998. bio je član Središnjeg odbora HDZ-a.:str. 351. 
Bio je jedan od odabranih članova specijalne misije RH u službenom posjetu Moskvi, u svibnju 1995., predvođene predsjednikom Franjom Tuđmanom, i veleposlanikom pri Kraljevini Belgiji, Jankom Vranyczanyjem Dobrinovićem, među ostalim zbog svojeg sudioništva u Drugom svjetskom ratu, ali i kao član saborskog Odbora za obilježavanje pedesete obljetnice kraja Drugoga svjetskog rata. Što je bila svojevrsna satisfakcija za Kujundžićev otklon od grupacije okupljene oko Mesića, Manolića, fra Duke, koji su zbog razmimoilaženja s desnim krilom HDZ-a, isključeni, razriješeni saborskih dužnosti i osnovali HND, te je tako, ostavši "vjeran" Tuđmanovoj politici, sebi osigurao siguran mandat, ujesen 1995., na izborima za Hrvatski sabor.   
Zatim se u prvoj polovici veljače 1998. ponovno vratio u Gradski odbor HDZ-a Grada Zagreba,:str. 351. te je na tom mjestu ostao do V.općeg sabora HDZ-a, u travnju 2000., kada odlazi na mjesto predsjednika Visokog časnog suda HDZ-a.  

### Zapovjednik Narodne zaštite Zagreba
Kao Potpredsjednik Gradskog odbora HDZ-a, Milivoj Kujundžić dao je inicijativu osnivanja Narodne zaštite, koja je osnovana 15.ožujka 1991. Iako je prvotno po njegovoj zamisli trebala biti organizirana i vođena u sklopu HDZ-a,  predsjednik Tuđman je za potrebe vođenja Narodne zaštite osnovao koordinacijsko tijelo, Međustranačko vijeće za Narodnu zaštitu.
   

U svom intervjuu u tjedniku Globus naveo je kako je: 
"Osobito ponosan što je utemeljio zagrebačku narodnu zaštitu u proljeće 1991. Zauzimali smo vojarne. S još jednim aktivistom, za 24 sata u Zagrebu sam razoružao 1800 potencijalnih četnika! Zbog mojih zasluga u organiziranju narodne zaštite pohvalio me i osobno predsjednik Tuđman, a već početkom 1992., dobio sam čin pukovnika. U jednom trenutku, u jesen 1991., pod mojim je zapovjedništvom bilo oko 35 000 ljudi pod oružjem". 
Spomenuti događaj se navodno dogodio u kolovozu 1991., kada su dvojica članova HDZ-a, Milivoj Kujundžić i Zdravko Brzović, sami razoružali 1800 četnika, u stvari se radilo o radnicima zagrebačkog poduzeća Sigurnost koje je osiguravalo banke. Spmenuti dvojac Kujundžić-Brzović. Zdravk Brzović, liječnik po struci, kasniji ravnatelj KBC-a Zagreb, tada je Ukazom predsjednika Repulike bio imenovan predsjednikom Regionalnog kriznog štaba za Zagrebački regiju, dok je istim Ukazom predsjednika Kujundžić imenovan članom Regionalnog kriznog štaba kao zapovjednik stožera zagrebačke Narodne zaštite.
Tada su na jednom sastanku Regionalnog kriznog stožera dvojac Kujundžić-Brzović došli na jednostavnu ideju, kako se dodatno naoružati i riješiti potencijalnih neprijatelja. Naime Krizni štab je baratao službenom brojkom kako među 1800 zaposlenika u poduzeću Sigurnost, oko 80% zaposlenika sačinjavaju osobe srpske nacionalnosti U to su vrijeme radnici Sigurnosti u zelenim uniformama i s kratkim(ponekad dugim) naoružanjem osiguravali važne objekte kritične infrastrukture u Zagrebu, poput banki, televizijske i radio postaje, stanice za vodu, plin i dr. Dvojac Kujundžić - Brzović je tada procijenio kako oni predstavljaju potencijalnu opasnost, te su krenuli u akciju, pritom nazvavši direktora poduzeća Sigurnost i naložili mu kako ima rok od 48 sati da zaposlenicima srpske nacionalnosti podijeli otkaze i prilagodi nacionalni sastav razmjernoj nacionalnoj zastupljenosti. Otpušteni zaposlenici su prilikom primanja rješenja o otkazu ugovora o radu morali vratiti zaduženo oružje.  Kujundžić je naveo kako se tada rukovodio primjerom postupanja s Japancima u SAD-u u vrijeme Drugog svjetskog rata, s jednom bitnom razlikom, nismo ih stavili u zatvor ili logor, nego smo ih s otkazom ugovora o radu poslali kućama, jer nećeš ti biti s oružjem u ruci, niti ćeš čuvati objekt koji ćeš potencijalno sam osvajati, jer ti zaposlenici Sigurnosti nisu bili, po Kujundžićevim navodima, neki intelektualci koji su morali čuvati svoj standard, već su bili radnici koji nisu mogli ništa izgubiti eventualnom akcijom protiv RH, već samo dobiti! Ne smatrajući svoju odluku diskriminatornom i šovinističkom, Kujundžić se još kasnije, u siječnju 1993., sa spomenutom odlukom hvalio na Skupštini HDZ-a.
Povodom navodnih zasluga prilikom organiziranja i rada Narodne zaštite u Zagrebu, Milvoj Kujundžić bio je 1999. kandidat za počasnog građanina Grada Zagreba, te je u otvorenom pismu HDZ-ovim članovima Skupštine Grada Zagreba tražio da se isti zauzmu za njega. Pritom je naveo kako je za Zagreb i Zagrepčane učinio neusporedivo više od mnogih koji su već dobili tu počast, poput Majke Tereze, Vuka Stefanovića Karadžića i dr. Među svojim zaslugama ponovno je naveo svoje zasluge za fantomski nestanak četnika s prozora, terasa, balkona i krovova u Gradu Zagrebu u roku 24 sata otkako se on aktivirao.
Za spomenuti rad kao zapovjednik Narodne zaštite Grada Zagreba, koju je osnovao 5.travnja 1991., bio je javno i pismeno pohvaljen od predsjednika Tuđmana,:str. 351. U ožujku 1992. dobio je čin pukovnika HV-a, a u siječnju 1998. unaprijeđen je u čin brigadira HV-a.:str. 349. Uvijek se u javnosti hvalio kako ima sedam odličja,  dok neki drugi pojedinci, koji su bili na prvoj crti bojišnice nisu tako visoko odlikovani, recimo general Ivo Jelić, koji je bio zaslužan za obranu grada Zadra, tek je početkom 2000-ih dobio svoje prvo odlikovanje. Za svoj rad i doprinos bio je više puta odlikovan u RH, 7.srpnja 1995. Spomenicom domovinske zahvalnosti, 11.srpnja 1996. Redom hrvatskog pletera, 9.lipnja 1997. Redom hrvatskog trolista. 

### Saborski zastupnik u Zastupničkom domu Sabora

#### Zastupnički mandat (1992. – 1995.)
Na drugim parlamentarnim izborima održanim u kolovozu 1992. za Zastupnički dom Sabora RH izabran je kao kandidat na pojedinačnoj listi HDZ-a u 55. izbornoj jedinici, za općinu Trnje u Zagrebu, kao 11/15, prema privremenim rezultatima od 4.kolovoza 1992., s osvojenih 26,14%, ili 12 629 od 48 314 glasova. Na kraju kad su prebrojani svi dospjeli glasovi, ustanovilo se da HDZ imao 31 izabranih zastupnika s državne liste, za koje je glasovalo 1,176,437 glasača, odnosno 43,72%, od ukupnih 2,690.873 izašlih na izbore. Dok je u izbornim jedinicama iz kojih se birao po jedan zastupnik u Zastupnički dom Sabora RH, za 55. izbornu jedinicu, Zagreb VII., na Trnju, izabran kandidat HDZ-a, Milivoj Kujundžić, s 26,28% osvojenih konačno prebrojanih glasačkih listića, a primjera radi njegov dugogodišnji kolega Josip Manolić je također izabran s pojedinačne izborne liste u izbornoj jedinici br.50., Zagreb II., sa značajnih 39,77% osvojenih glasova. Tada su se mnoge žrtve iz bivšeg režima sablažnjavale vidjevši na HTV-u prijenose saborskih rasprava i pojavnost Kujundžića za saborskom govornicom, koji je sada bivšu udbašku harpiju zamijenio britkim i čistim hrvatskim stavovima, ističući tzv. Milivojevo pokajanje, traživši pritom, u medijskim istupima oprost od svojih bivših žrtava. Ali, ne zadugo, ubrzo su krenula razračunavanja s predstavnicima HSP-a u Saboru RH, koji su bili smetnja tadašnjoj HDZ-ovoj vlasti, pa se ovog puta Milivoj opet našao britkog jezika, kao nekada. Naime, Dobroslav Paraga izjavio je kako mu je Kujundžić, jednom prilikom 1993., nakon njegova povratka iz Washingtona, uputio na očigled cijelog Sabora "prijetnju da će mu zubima prerezati grkljan". Tada mu je pristupio zastupnik iz redova HSLS-a, Velimir Terzić, koji je kazao da ako bi Paraga bio spreman podnijeti "prijavu protiv Kujundžića za prijetnju ubojstvom", da je spreman svjedočiti kako ga je taj isti Kujundžić tukao, zlostavljao i protiv njega lažno svjedočio na montiranom političkom suđenju, u Splitu, ranih pedesetih godina prošlog stoljeća, zbog čega je Terzić bio osuđen na zatvorsku kaznu.

#### Sukob s HSP-om
Sudjelovao je u političkim raspravama koje su u Saboru vođene protiv Dobroslava Parage kao vođe HSP-a, te se priklonio se HDZ-ovoj većini prilikom potvrđivanja odluke o skidanju imuniteta zastupnicima HSP-a (Dobroslavu Paragi, Anti Prkačinu, Anti Đapiću) radi pokretanja kaznenog progona, protiv kojih su potom i bile podignute optužnice. Kujundžić je tom prilikom iznio kako je dok je, 1991., bio na čelu zagrebačke Narodne zaštite, kako po njegovom sudu vodstvo HSP-a je vuklo poteze kojima nisu bili u interesu dobrobit Hrvatske. U svojem gostovanju u emisiji internetskog formata, Podcast Inkubator, urednika i voditelja Ratka Martinovića, od 8.svibnja 2020., gost emisije Ante Prkačin, nekadašnji vojni zapovjednik HOS-a i saborski zastupnik u više saziva Hrvatskog sabora (1990. – 1992.;1992. – 1995.; 2020. – 2024.), kazao je kako je osobno poznavao Milivoja Kujundžića, bivšeg partizanskog borca, kojem je Sabor izdao knjigu, u koautorstvu s povjesničarem Zdravkom Dizdarom, koji je prema Prkačinovoj izjavi i napisao knjigu, da bi je Kujundžić samo potpisao, ali usprkos tome, te svemu gore navedenom, Prkačin ga je smatrao prijateljem.
 

Odnosi Kujundžića s HSP-om i stranačkom dragovoljačkom postrojbom, HOS-om, imali su svoje korijenje na samom početku oružanog sukoba u RH, naime dana 4.studenog 1991., u Zagrebu se održala sjednica Predsjedništva HDZ-a s glavnom temom o „Političko – sigurnosnoj situaciji u Hrvatskoj“, koju je sjednicu otvorio predsjednik Franjo Tuđman, a govorili su redom Josip Manolić, Antun Vrdoljak, Žarko Domljan, Ivan Milas, Perica Jurič, Vice Vukojević, Vladimir Šeks, Slavko Degoracija, Franjo Gregurić te Milivoj Kujundžić, koji se u svom govoru dotaknuo teme HOS-a, naime iznio je zaključak kako:
„Moramo članstvu objasniti u čemu je bitna i suštinska razlika između HDZ-a i njegove prakse i programa HDS-a i HNS-a i njihove prakse. Ovo je u posljednje vrijeme do te mjere aktualno jer na nekim područjima Zagreba, gdje je carevao HDZ, imate skoro, da kažem, masovni pristup u HSP. Što to znači kada ujutro dođe četrdeset mladih ljudi i traži ispisnicu, jer će ići u HSP, jer ih je Tuđman izdao, jer ih je HDZ izdao? Sada, ovaj HOS. Znate, HOS je, i nije veliki problem. Ako nastavimo ovako raditi kao do sada, onda će nam se obiti o glavu, ali neće samo nama, nego cijeloj Hrvatskoj. Što to znači kada upadnu u zgradu na Starčevićevom trgu? Kada upadnu u napuštenu školu u Dubravi, formiraju svoj štab i traže novac za hrvatsku svoju vojsku jer naša nije prava hrvatska? Pred osam dana upali su u stan sekretara za obranu Zvonimira Červenka jer da imaju dojavu da je krijumčario oružje i odnose mu specijalnu pušku i pištolj… Ovako, kao što radi HOS, tako je počeo nastupati fašizam u Njemačkoj. Ne želim fašističku Hrvatsku!“
Naime tada je, na parlamentarnim i predsjedničkim izborima 1992., HSP koristio krajnje nacionalističku retoriku i simboliku, nadajući se kako će postići značajnije rezultate, uspjeli su osvojiti pet mjesta u Zastupničkom domu Sabora, te je Paraga tom prilikom optužio HDZ i predsjednika Tuđmana za prijevaru na izborima. Kada je 26.svibnja 1993., Paraga u svom govoru u američkom Kongresu iznio tvrdnje kako je Tuđmanova vlast na unutarnjem planu sklona autoritarizmu, nesnošljivosti, gaženju sloboda medija, ljudskih prava te da navodno namjeravaju stvoriti jednopartijsku državu, dok je na vanjskom planu, Paraga iznio osude na Tuđmanovu politiku u susjednoj BiH. Po povratku u Zagreb, dolazi do Paragine smjene s čelnog mjesta HSP-a te stranku preuzima Đapićeva frakcija, što je bilo potvrđeno rješenjem Ministarstva uprave, te je HSP postao sudionik tadašnje Tuđmanove politike i vladajućeg HDZ-a.

#### Zastupnički mandat (1995. – 1999.)
Na parlamentarnim izborima 1995. za Zastupnički dom Hrvatskog državnog sabora izabran je kao kandidat državne liste HDZ-a.:str. 349.
Tijekom rasprave u Zastupničkom domu Sabora, u ožujku 1996., prilikom usuglašavanja konačnog nacrta Krivičnog zakona RH, na njegov je prijedlog, Sabor, kao najviše zakonodavno tijelo, normativno usvojilo rješenje prema kojem se proširio krug najviših državnih dužnosnika za čiju je povredu časti i ugleda državni odvjetnik pokretao kazneni postupak po službenoj dužnosti, što je i usvojeno na sjednici 29. ožujka 1996., kada je takva norma regresivnog karaktera uklopljena u tzv. mini reformu KZRH, uzimajući u obzir da je kao sankcija bila predviđena i zatvorska kazna.
Dokazavši se tada, ali i u prethodnom sazivu, kao lojalni tuđmanovac, nastavio se obračunavati u saborskim raspravama s pojedincima iz oporbenim redova, i svima koje je smatrao političkom i inom prijetnjom od zaustavljanja prijedloga za donošenje Zakona o lustraciji kojeg je inicirao Anto Đapić (HSP), a podržao Ivić Pašalić (HDZ), preko Dražena Budiše iz HSLS-a, do Ivana Fumića i ostalih predstavnika antifašističkih boraca i žrtava koncentracijskog logora Jasenovac prilikom obilježavanja godišnjice proboja iz logora, u travnju 1999. godine.

Sam Kujundžić, svoje viđenje o razdoblju vladavine HDZ-a tijekom 1990-ih, iznosi sljedeće: 
„Ratne su okolnosti uvjetovale organiziranje života koji u izgledu baš i nije mogao biti u cijelosti demokratski. Demokracija je divna stvar, ali za nju treba vremena, treba usklađivati stajališta, a ratno razdoblje ne trpi velike govorancije. (...) U takvom je razdoblju HDZ morao učiniti to da sama stranka sraste s vlašću, morala je sve svoje aktivnosti podčiniti u korist vlasti i njezinih zadataka. Ta sraslost države i stranke prva je karika u lancu pogrešaka i propusta u dosadašnjoj vladavini HDZ-a. Zbog toga stranka istodobno nije imala niti je obavljala kritičku svijest u odnosu prema vlastitoj državnoj vlasti, a u samom se HDZ-u nije moglo dovoljno primijeniti demokratski sustav i metoda rada. To je druga noseća karika u lancu pogrešaka i propusta HDZ-a. To je izazvalo i onu drugu, negativnu stranu. Zašto stvari nismo do kraja riješili nakon što je prestao rat (...). Jedan od razloga je i bolest predsjednika Tuđmana. Kad je došlo vrijeme da se stvari riješe, da se metoda i način djelovanja izmijene, Tuđman više nije mogao vladati zbog zloćudne bolesti. Naravno, razne su dodvorice to iskoristile, ali ne na taj način da se to odmah vidjelo, već se tek poslije osjetilo. To su temeljni razlozi koji su doveli do pada HDZ-a. Zar ima društva u kojem nema lopova, korupcije? No, u nas su zabrinjavajuće dimenzije koje su nastale.„

##### Sukob s HSLS-om
Bio je član saborskog Odbora za unutarnju politiku i nacionalnu sigurnost, Odbora za pomorstvo promet i veze u drugom sazivu Zastupničkog doma Sabora RH (1992. – 1995.), zatim Odbora za pravosuđe, Odbora za zakonodavstvo, Odbora za turizam u trećem sazivu Zastupničkog doma Hrvatskog državnog sabora (1995. – 1999.), te je na sjednici Zastupničkog doma Hrvatskog državnog sabora održanoj 11.prosinca 1998. bio imenovan za člana Istražnog povjerenstva za ispitivanje okolnosti nastanka plana "Lisica", utvrđivanje njegovih autora i njihovih motiva, te je na sjednici 26.ožujka 1999. bio imenovan članom saborskog Istražnog povjerenstva radi utvrđivanja okolnosti i krivnje državnih i političkih tijela Socijalističke Republike Hrvatske za oduzimanje oružja od Teritorijalne obrane Hrvatske do 30. svibnja 1990.  
Kao zastupnik u Zastupničkom domu Hrvatskog državnog sabora upotrijebio je svoj položaj, ovlasti i utjecaj da Kukljica na otoku Ugljanu, u zadarskom arhipelagu, mjesto u kojem je inače ljetovao, dotad u sastavu općine Preko izdvoji se i dobije 12.lipnja 1996. status samostalne općine.

##### Sukob sa Savezom antifašističkih boraca u RH
Prilikom obilježavanja 54.godišnjice proboja zatvorenika logora Jasenovac, u travnju 1999., Milivoj Kujundžić bio je dio delegacije predsjednika Tuđmana, Sabora i Vlade RH (koju su uz njega činili Janko Bobetko, Slobodan Lang te Zvonimir Šeparović), te su isti od strane nekoliko stotina okupljenih sudionika komemoracije dočekani zvižducima, ismijavanjem i glasnim negodovanjem.Kada se Kujundžić popeo za govornicu istaknuo je i prisegnuo kako „nikad više u Hrvatskoj neće biti niti crvenog niti crnog totalitarizma“, te kako se u Hrvatskoj „neće ponoviti Jasenovac i Jazovka“, na što ga je okupljeno mnoštvo ispratilo smijehom i omalovažavanjem.

## Prijepori i kontroverze
Uzimajući u obzir da je tijekom vremena jugoslavenskog socijalizma bio dio represivnog aparata, da bi potom, zbog demokratskih promjena bio jedan od glavnih nositelja desne struje među zastupnicima HDZ-a, u drugom i trećem sazivu Sabora, te se isticao šovinističkim ispadima, izazivao je poprilične kontroverze. U nastavku se navodi nekoliko svjedočanstava običnih ljudi, saborskih zastupnika i drugih javnih osoba o liku i djelu Milivoja Kujundžića.   

#### Gordan Hatze
Dr. Gordan Hatze (1930. – 1995.) iz Splita, koji se sjeća jedne epizode koju je doživio s Kujundžićem, iz njegove prve faze, kao udarnika tadašnje Udbe, s konca 1940-ih. Naime Hatze je bio sportaš, plivač, vaterpolist, kasnije i trener, te je završio medicinu u Zagrebu, da bi se kasnije preselio u Sombor, SAP Vojvodina, gdje je živio i radio sve do ratnih događanja, kada se zbog istih 1992. preselio u Varaždin. Naime, Hatze i Kujundžić pohađali su istu školu u Splitu, ali je Hatze, zbog sudjelovanja njegovog starijeg brata Vjekoslava (1927.) u ustaškoj mladeži, koji je jednom prilikom bio i uhićen pri akciji jugoslavenskih vlasti poduzetoj radi suzbijanja diverzije grupe školaraca predvođenih jednim svećenikom (naime radilo se o grupi predvođenoj fra Bono Mirošević, te u grupi su bili Vjekoslav Hatze, tada učenik, Branko Milić isto učenik) koji su se odlučili bacati letake prigodom četverogodišnjice osnivanja NDH, s obzirom na to da je Split u travnju 1945. već mjesecima bio oslobođen, a NDH je postojala na suženom dijelu teritorija pod okupacijom, na sjeveroistoku države.:str. 482-490. Navodno je te letke sastavio Vjekoslav Hatze, a Branko Milić je trebao organizirati druge sudionike u raspačavanju i dijeljenju, dok se korekturom letka bavio fra Mirošević. Na kraju se svelo na to da veći dio bivših članova ustaške mladeži odbio sudjelovati u spomenutoj akciji, te su ostali samo njih trojica. Stoga je sama OZN-a u svojim izvještajima navodila kako ova grupa ne predstavlja nikakvu opasnost. Kasniji postupci, tijekom 1946. i 1947., u kojima je grupa predvođena Franjom Tentom pokušala izvjesiti hrvatsku zastavu na brdu Marjan, podno Splita, izazvala je širi rad splitske OZN-e, tada već Udbe.:str. 365.-373. Sve u svemu zbog prethodno navedenog i mlađi brat, Goran Hatze bio je od tadašnjih vlasti okarakteriziran kao hrvatski nacionalist. Jednom prilikom, 27.ožujka 1947. bio napadnut od strane školskih kolega SKOJ-evaca predvođenih provokatorom Kujundžićem iz razloga što je ovaj odbio otići na omladinske radne akcije, zbog priprema za Olimpijske igre u Londonu. Hatze je pretrpio teške tjelesne ozljedem, polomljena rebra, a od posljedica premlaćivanja je izgubio jedan bubreg zbog čega je njegova plivačka karijera bila završena. Sam Kujundžić u intervjuu tjedniku Globus navodi kako je:
"Goran Hatze pripadao obitelji koja je u to vrijeme dobila biljeg ekstremno nacionalističke obitelji. A to znači da su bili ponosni Hrvati. I ništa više. Goran Hatue bio je Hrvat koji se usuđivao govoriti da je za hrvatsku državu. Ja sam bio Hrvat koji je budućnost Hrvatske vidio u jugoslavenskoj federaciji. To je i bio povod za sukob. Pljusnuo sam ga. I to je bilo sve, ali istina je da su dugi SKOJ-evci skočili i premlatili ga. Rebra su mu slomili. Razbili su ga. Da, to nosim na duši. Mogu Vam reći kada se to točno zbilo: 27.ožujka 1947. Da stvar bude tragičnija - bio je to povod za moj prijem u Udbu. Za njih je to bio dokaz da sam pravi borac protiv hrvatskog nacionalizma, da sam čvrst, da sam njihov!"

#### Antun Vrdoljak
Antun Vrdoljak (1931.) hrvatski filmski redatelj i prvi potpredsjednik Sabora RH 1990., otvoreno je govorio o događaju koji je zatekao kada se 1989. priključio tada novoosnovanom HDZ-u. Ujesen 1989. iznenadila ga je ideološka heterogenost prisutnih članova, a posebno ga je ostavila bez riječi činjenica da je zatekao Josipa Manolića, jer vidjeti Manolića nije značilo da donosi ništa dobro, s obzirom na to da je navedeni u bivšem sistemu bio jedan od vodećih ljudi UDB-e / SDS-a. Vrdoljak navodi da je tada među prisutnima zatekao i Milivoja Kujundžića, isto bivšeg udbaša, kojeg je poznavao još iz davne 1962., kada je ovaj radio u UDB-i / SDS-u, te je pokušavao prisiliti ga da im Vrdoljak postane suradnik. Sve navedeno, koga je tamo zatekao osobe, te koji su bili bivši batinaši, udbaši, spomenuo je u jednom razgovoru s prvim hrvatskim predsjednikom Franjom Tuđmanom, koji mu je na prigovore zašto je u HDZ uključio te opasne ljude iz bivše UDB-e / SDS-a, Tuđman mu odgovorio da se država ne može stvarati s časnim sestrama. U emisiji Bujica, urednika i voditelja Velimira Bujanca, emitiranoj u programu Z1 televizije, od 14.ožujka 2014., Antun Vrdoljak je govorio o svojim reakcijama kada je zatekao bivše službenike UDB-e/SDS-a, sada kao članove HDZ-a:
"Sva mudrost ovoga svijeta sastoji se u tome da svoju gorčinu progutate, da je zadržite za sebe, da se ne osvećujete nikome, to je prva stvar. (...) U desetom mjesecu 1989.godine, ušao sam u HDZ. Ja sam bio član predsjedništva Matice Hrvatske, i 1989., jer je Matica Hrvatska bila zabranjena od 1972.g. (...) Bila je održana jedna sjednica u podrumu HAZU-a, u nemogućim uvjetima, s jednom žaruljom koja je visjela na žici. Tamo su nas pozvali neki opskurni ljudi, za koje nismo ni znali tko su, te su nam ponudili da se ponovno osnuje Matica Hrvatska, što je značilo da moramo šutjeti! To je bilo par mjeseci prije izbora. Ja sam žestoko govorio na toj sjednici i rekao sam da su svi ljudi koji su se danas ovdje okupili hrvatski mučenici, martiri, da su patili za hrvatski narod, te da će zauvijek ostati voljeni u hrvatskom narodu. Od nas su patili više oni koji su bili po zatvorima, ali i tko nije bio po zatvorima patio je. (...) Naime tada su u SKH-u procijenili da je u ono vrijeme 1989./1990. za njih opasan HSS, jer je HSS bila moćna hrvatska stranka (u međuratnom periodu). (...) Ali tada je mene Tuđman pozvao, da dođem sutradan u baraku, gdje oni imaju sastanak, pa ćemo nas dva u miru razgovarati. Tu noć sam ja morao razgovarati sa svojim mrtvima. Kada me Savka pitala 1970., da im se pridružim kazao sam joj kako bi, ali kako ću to objasniti ocu, kad će mi on na to kazati kako mogu u SKH koji mi je ubio brata, drugog brata dao osuditi na dvije i pol godine zatvora na Golom otoku, sestru dvaput slao na prisilni rad, koji je mene osudio na godinu dana zatvora! Kako ću mu objasniti ulazak u SKH? Čiji sam ja izdajica? Razumjete li što se moralo svladavati!? I onda sam došao tamo, u HDZ,  i na svoj užas vidio tamo neke ljude za koje sam znao da su bivši udbaši, žestoki, veliki i rekao Bogati s kim ću!?"

#### Josip Manolić
Josip Manolić (1920.) hrvatski političar i bivši djelatnik Službe, osobno je bio zaslužan za Kujundžićev dolazak u HDZ. Naime upravo je Manolić bio taj koji je doveo Kujundžića u hrvatsku politiku, jer ovaj nije mogao drukčije dobiti takvu priliku za ulazak u visoku politiku, s obzirom na svoju prošlost, a niti bi kao takav mogao lako opstati. Njihovo je poznanstvo i prijateljstvo seglo u daleku prošlost, prema jednoj verziji, u 1971., kada su Manolića smjenili nakon sloma hrvatsko proljeća, a Kujundžić se prema vlastitom kazivanju našao u nemilosti, a prema drugima, još u početak 1960-ih, kada je Kujundžić radio u Udbi. Uoči sloma socijalizma i demokratskih promjena, negdje u ožujku 1989., Manolić i Kujundžić su se našli na kavu u jednom kvartovskom kafiću, u zagrebačkom naselju Trnje, gdje su dogovorili daljnju suradnju u okviru HDZ-a. Taj se susret odvio nekoliko dana nakon legendarnog sastanka u Klubu hrvatskih književika. Kujundžić je odmah pristao priključiti se u rad nove hrvatske stranke. U intervjuu za tjednik Globus, Kujundžić navodi: 
"Pristao sam odmah da se uključim u rad stranke. Sreli smo se u mojem naselju, (Trnje), sjeli smo u kafići i uz kavu, porazgovarali o svemu. Odmah sam rekao da ne želim nikakve funkcije, da mene samo zanima borba protiv Miloševićevih hordi. Ipak sam na osnivačkoj skupštini HDZ-a izabran za predsjednika Statutarne komisije HDZ-a, i na toj sam funkciji bio sve do drugog općeg sabora HDZ-a".
 Da ovaj bi prvom prilikom postao pragmatičan i principijelno okrenuo upravo protiv Manolića, kada je ovaj zajedno sa Stjepanom Mesićem pokušao izvesti neuspjeli puč u HDZ-u u proljeće 1994. Tom prilikom Kujundžić se zalagao za hitnu smjenu dvojice "pučista" Mesića i Manolića sa svih dužnosti, bez ikakve daljnje rasprave o njihovoj sudbini u Hrvatskom saboru, s obzirom na to da su bili izabrani u tijela sabora, jer je Manolić bio predsjednik Županijskog doma Hrvatskog sabora, dok je Mesić bio predsjednik Zastupničkog doma Hrvatskog sabora. Nakon otklona Manolićeve i Mesićeve skupine od HDZ-a, i osnivanja nove politčke stranke, HND-a, spominjao se i Kujundžić, kao potencijalni član HND-a, zbog višegodišnjeg prijateljstva s Manolićem, da bi se zatim Kujundžić od spomenutog javno ogradio, navodeći kako nema prigovore na strategiju i ciljeve HDZ-a, ali kako je imao određenih primjedbi na rad stranke, naime:
„Riječ je o kritici koja se odnosi a rad stranke. Uostalom, na sastancima Kluba zastupnika ja sam se obratio Predsjedniku i jasno rekao da ne mogu prihvatitit Manolićeve teze kako je politika spram BiH bila potpuno pogrešna, jer mislim da je strategija predsjednika Tuđmana bila ispravna, ali isto tako smatram da je u provedbi politke bilo velikih propusta. Dapače, riječ propusti vrlo je blaga.“
 Ipak treba spomenuti, kakvo je kasnih devedesetih prevladavalo ozračje u hrvatskom društvu, naime Vladu Gotovca, koji je šest godina proveo u jugoslavenskim zatvorima, koji nikada nije bio član Partije (SKH), u Saboru se u to vrijeme prozivalo zbog navodnog pisanja projugoslavenskih lirskih pjesama, u istoj državi je jedan Boris Maruna proglašen kao persona non grata, dok su u toj istoj državi jedan Kujundžić ili Manolić proglašeni herojima i uvaženim hrvatskim političarima.:str. 17.-18.

#### Ivo Štivičić
Ivo Štivičić (1936. – 2021.) hrvatski scenarist i dramatur, prilikom pokušaja emitiranja serije Velo misto u programu HRT-a u drugoj polovici 1990-ih naišao je na javnu polemiku, koliko je ta serija prikladna, da je ona simbol bivšeg jugoslavenskog režima, a ne oda životu jednog vremena. Jedan od glavnih kritičara te serije koji je u javnom prostoru polemizirao o toj seriji, kao antihrvatskoj, bio je upravo saborski zastupnik Kujundžić. S kojim je preko medija u polemiku ušao i spomenuti Štivičić, koji je iznio podatak, koji je bio više puta objavljivan u medijima kako je Kujundžić, za vrijeme svojeg rada u UDB-i/SDS-u tukao mlade djevojke, gimnazijalke, samo zato što su iste navodno jasno isticale svoje romantičarski viđeno hrvatstvo, a sada se prometnuo u jednog od tvrđih pripadnika HDZ-ovog desnog krila. Međunarodne organizacije poput OESS-ova predstavnika za medije, Vijeća Europe, te pojedine države poput administracije predsjednika SAD-a Billa Clintona iznosile su kritiku na stanje medijskih sloboda u Hrvatskoj. Rasprave koje su se unatrag nekoliko godina odvijale u Zastupničkom domu Hrvatskog sabora svjedočile su kako još uvijek nisu sasvim dospjela demokratska shvaćanja. U saborsku raspravu, o medijskim slobodama uključio se u studenom 1993. i sam Milivoj Kujundžić tijekom koji je HRT smatrao nacionalnim duhovnim prostorom, te je načelno iznosio stanovišta kako je za slobodu kreiranja programa, da bi potom, nekoliko godina kasnije dokazao suprotno, upustivši se u problematiziranje serije Velo misto u programu HRT-a. Tada se već radilo o srpnju 1996., ali se ponovno javio i Milivoj Kujundžić, koji je u mladosti živio i radio u Splitu, pa je navodno neke događaje prikazane u „Velome mistu“, i sam osobno doživio. Tada je on tvrdio kako je “'Velo misto'  oda jugoslavenstvu, a ne oda življenju života kako je to pisao Miljenko Smoje, kojeg je premda već mrtvog, Kujundžić žestoko i surovo optužio da proklamira antihrvatstvo, usprkos tome što je u periodu koje prikazuje serija Velo misto, Smoje bio samo novinar i pisac, a Kujundžić je osiguravao da sistem opstoji na najgori mogući način. Tom je prigodom Kujundžić ponovio prigovore Marije Peakić−Mikuljan. Ubojstvo Stjepana Radića prikazano je kao posljedica “borbe zagrebačkih klerofašista i srpske buržoazije“, a “ne govori se da je Radić bio ubijen zbog borbe za prava Hrvata“. Serija, tvrdio je tada Kujundžić, prikazuje da su se “prilikom osnivanja Banovine Hrvatske radile kadrovske rošade čak i u vojsci“. Kujundžić je osobito ljut na Ivu Štivičića za kojeg je tvrdio da bi bio spreman, zbog srbizama u svome govoru, “ponosno ići i u zatvor“. Štivičić je smatrao sjajnim scenarij Miljenka Smoje i isto tako sjajnom okarakterizirao režiju Joakima Marušića, te je dodao kako kruta i rigidna pamet te udbaški hart zastupnika Kujundžića, ide naspram odi življenju života, ali svejedno neće moći spriječiti da se serija prikaže na televizijskim ekranima, makar u repriznom terminu, iako navodi Štivičić, serija zaslužuje prime time termin. Kujundžić je Štivičiću spočitavao scenarij koji je napisao za seriju TV Sarajeva Brisani prostor (1985.), u kojoj se radnja serije prati upad Bugojanske skupine 1972., u Jugoslaviju.  Zbog neslaganja s dramskim programom HRT-a, Kujundžić se otvoreno pokušavao miješati u uređivačku politiku, dajući sebi za pravo, vršio pritisak i uputio je 2.rujna 1996. zahtjev, tadašnjem, glavnom ravnatelju HRT-a Ivici Mudriniću (1955.) kako Ivo Štivičić nije uzoran biti imenovan urednikom Dramskog programa HRT-a, tražeći od ravnatelja Mudrinića da postupa u skladu sa svojom savjesti i ovlastima, ali da Štivičić opet ne treba ostati bez kruha (posla).

#### Velimir Terzić
Hrvatski političar, politički zatvorenik Velimir Terzić(1929. – 1995.) iz redova HSLS-a koji je bio izabran na prvim višestranačkim izborima u Sabor RH, i sam je bio osuđivan u bivšem jugoslavenskom sustavu zbog političkih delikata, a jedan od istražitelja UDB-e / SDS-a u tim postupcima bio je upravo Milivoj Kujundžić. U ono vrijeme ranih devedesetih u medijima se spominjalo kako je Terzić u tadašnjim kaznionicama zbog "protudržavne" misli bio podvrgnut okrutnom ponašanju osoblja kaznionice i drugih kažnjenika. Sam Terzić je jednom prilikom, u ožujku 1993., zbog saborske rasprave u Zastupničkom domu Sabora RH, prilikom dileme oko prikazivanog filma o Bruni Bušiću pozivao na pomirenje te je napominjao: 
Teško da je ikada prije u povijesti čovjek navođen i natjeran na grijeh, izdaju, denuncijaciju, cinkarenje i, što je najstrašnije, ubijanja - kao u socijalizmu. Tajne djelatnosti jugopolicije ubrajaju se među najsurovije. Gonila je ta policija Hrvate i kod kuće i u svijetu uz efikasnu pomoć propagande jugodiplomacije. Dakako, ništa Vam novo nisam rekao. Svi mi to dobro znamo, a najbolje to znaju progonjeni i progonitelji. Kako bi visoki saborski dom mogao od zastupnika čuti autentične priče i progonjenih i progonitelja, jer u klupama sjede i jedni i drugi. No ocjenjuje on, možda bi i bilo rezona da te priče čuje Zastupnički dom ili neko tijelo doma, ali ta priča nije potrebna široj javnosti. Što bi dobila Hrvatska, ako bi mladić, branitelj domovine, saznao da mu je djed, ili otac ili brat, nečastan čovjek i da je pristao raditi za Udbu, tj. protiv Hrvatske. Stoga, zalažem se, ne bi trebalo frustrirati buduće generacije. Čemu i zašto, pitam vas i sebe, frustrirati buduće generacije našim razlozima? Nakon filma o pokojnom Bruni Bušiću javnost je češće govorila o onima koje je Udba slomila nego o onima iz Udbe."
U intervjuu za Slobodnu Dalmaciju, iz ljeta 1990., hrvatski politički emigrant i publicist Tihomil Rađa (1928. – 2002.), rodom iz Sinja, govori o svom ponovnom povratku u domovinu od 5.kolovoza 1990., nakon uspostave višestranačja, te iznosi crtice iz mladosti i povode ilegalnog odlaska u inozemstvo potkraj travnja 1955.:
"Ja sam već bio nekoliko godina u zatvoru, iz političkih razloga. Kad sam 1952. počeo studirati u Zagrebu, situacija je bila teška, vladali su napetost i pritisak. Postojala je opasnost da me opet zatvore, kao što je bio slučaj s nekim našim mladićima, primjerice s Velimirom Terzićem iz Splita ili pokojnim Ivom Mašinom iz Zadra kojega su i ubili u zatvoru, i to zbog slobode misli i slobode izražavanja. Danas je mladim ljudima možda neshvatljivo da je netko progonjen zbog toga što je na fakultetu rekao ono što misli".
Prilikom saborske rasprave povodom Prijedloga za donošenje Zakona o izvlaštenju, negdje u srpnju 1993. povela se žustra rasprava u kojoj se Kujundžić, uvijek na državotvornom putu, zalagao ijedino i sključivo za interese države kod provođenja, njemu tako bliske i drage, eksproprijacije (izvlaštenja), koja se ne treba obrazlagati u svakom pojedinom slučaju, jer po njegovom shvaćanju, država uvijek ima primarni interes, na što je Terzić reagirao kako čim se spomene eksproprijacija u narodu, pa i među njima zastupnicima, to shvaćaju zapravo kao drugi naziv za otimačinu:
"I sada tvrdimo država će uzeti, država će eksproprirati u državnom interesu. I dvojba se javlja kada u tu kombinaciju upada fizička osoba, jer otkad je države, netko joj je bliži, a netko dalji. Nekome je rođak vlast, a drugome pak ne. Došapnut ćemo što mu je činiti, a svjedoci smo što se u pretvorbi događalo upravo na ovaj način. Ja bih da budemo sasvim jasni, da država taksativno odredi što je njen interes. I pridružujem se stajalištu gospodina Kujundžića koji kaže da se treba odrediti primarni interes države, a da se od našeg građanina udaljimo dok se svi etički ne oporavimo!"

#### Zvonimir Marković
Značajan je primjer Zvonimira Markovića (1927. – 2018.) zastupnika iz redova splitskog HDZ-a u prvom sazivu Sabora RH (1990. – 1992.)  koji je bio jedan od osnivača splitskog ogranka HDZ-a, kasniji hrvatski veleposlanik u Beogradu, koji je zbog političkog delikta odslužio dugogodišnju zatvorsku kaznu u bivšem jugoslavenskom sustavu, "u montiranom procesu ga je 1949. godine osudio na 15 godina strogog zatvora od kojih je odslužio čak 11 godina u najgorim zatvorima, u Lepoglavi i Staroj Gradišci".
    

U postupku vođenom od strane jugoslavenskih vlasti protiv Zvonimira Markovića upravo se istaknuo Milivoj Kujundžić, koji je kao radnik UDB-e/SDS-a provodio istražne radnje. Navodno su se njih dvojica po uspostavi višestranačja susreli na jednom sastanku Središnjeg odbora HDZ-a u Zagrebu. U intervjuu Globusu iz 1993., sam Kujundžić navodi kako je izgledao susret s Markovićem:     
"I on se angažirao u HDZ-u. A nekada je bio moj pacijent. Potkraj četrdesetih i on je bio hapšen. Zdravo Zvone, jesi li iznenađen što me ovdje vidiš? -pitao sam ga. Ne! Ja sam pratio tvoj razvoj! - odgovorio mi je Marković. Htio sam biti sasvim otvoren. Rekao sam: Zvone, ako ti smatraš da su moji postupci prema tbi bili takvi da me trebaš pljusnuti, molim te učini to odmah. Ako želiš ludima u HDZ-u reći da ja ne zaslužujem biti u HDZ-u, reci to ljudima odmah, ovdje, na ovom sastanku. On se nasmijao i rekao: Ti ćeš se iznenaditi, ali u odnosu na druge, ti si za mene bio anđeo! Kakvi su onda bili ti drugi? Jer ja za sebe ne mislim da sam bio anđeo".

#### Živko Juzbašić
Kako je, uvjetno rečeno, tijekom Drugog svjetskog rata mrzio Talijane, kao okupatore, kasnije hrvatske nacionaliste kao rušitelje tekovina NOB-a za koje se borio, 1990-ih je mržnju okrenuo raspirivati prema pripadnicima srpske nacionalne manjine u Hrvatskoj. Hrvatski političar iz redova srpske nacionalne manjine Živko Juzbašić (1924. – 2015.) bio je izabran na izborima za Hrvatski sabor 1992., kao neovisni predstavnik srpske nacionalne manjine, iz redova SDP-a, suočavao se u tom mandatu, te naročito kao ministar u tadašnjoj Vladi, s nizom šovinističkih ispada, upravo spomenutog Milivoja Kujundžića. 
„Moja principijelna stajališta i isticanje antifašizma bili su crvena krpa mnogima. Sjećam se žestokih napada od strane (...), začudo, i jednog antifašističkog borca, Milivoja Kujundžića. (...) HDZ-ova desnica zauzimala je važna mjesta u državi, posebno u upravi, vojsci i policiji, među lokalnim političarima i u Sabor i nije joj odgovarao mir, normalizacija i demokratizacija. Treba imati na umu da su u Sabor 1992. izabrani „zaslužni hadezeovci, vrlo radikalni i ekstremni u svojim stavovima. Sanader ih se, kao što znamo, uglavnom odrekao, a neki su i napustili HDZ.“ U to je vrijeme jedna od Kujundžićevih izjava bila: "da Sabor nema što raspravljati o odnosu prema Srbima u Hrvatskoj! (...) Vi se Srbi morate pomiriti sa statusom nacionalne manjine u Hrvatskoj, inače, sretan Vam put!"
Kujundžić je u jednom proglasu HDZ-a Trnje iz 6.svibnja 1991. koji su u obliku letaka ubacivali u poštanske sandučiće i dvije tisuće plakata s porukama namijenjenim srpskom pučanstvu u Zagrebu,:str. 183. u kojemu je građane srpske nacionalnosti pozivao da javno istupe i javno osude zločine svojih sunarodnjaka u Borovu Selu i drugdje.  

Čak i nakon rata, u svojoj knjizi Hrvatska borba za opstojnost: 1918. – 1998. Kujundžić je nastavio sa svojim prosudbama o Srbiji i Srbima, iznoseći pritom navodne dojmove o svojim razgovorima koje je vodio s kćerkom na ljetovanju, u kojima tvrdi kako mu je kćerka kazala da su Srbi jedan primitivan narod, na što joj je on odgovorio da tu ima istine, ali je priupitavši na čemu temelji te tvrdnje, ova mu odgovara kako oni uopće nisu usmjereni da radom u vlastitoj državi podignu standard i imaju bolji život i sl, već to uvijek kane postići osvajajući tuđe, pa tako i naše.:str. 163. Navodno, izrekla mu je tada kćerka, kako ona misli da Srbi pri tome žele da drugi za njih rade.:str. 163. Ispravne su bile tvrdnje zastupnika Juzbašića:  
"Trebalo se boriti za svakog lojalnog Srbina, jer svaki lojalni Srbin bit će sutra most za zajednički život. Nikad, ni u prošlom ratu, četnici i ustaše nisu predstavljali Hrvate i Srbe, bio je to najveći ološ jednog i drugog naroda. I danas je slična situacija: nerijetko najgori uzimaju vlast u ruke i dijele pravdu. To ne može biti, takvi su protiv bilo kakvog pokušaja zajedničkog života. A on je ipak neminovnost. Zato nam treba mir. A on nema cijenu ni alternativu. Samo se u miru može razviti prava demokratska Hrvatska koja će ući u međunarodnu zajednicu demokratskih država."
Sam Živko Juzbašić, koji se zalagao za smirivanje situacije, pregovaranje i mirenje usijanih glava te pokušaj postizanja dogovora, napominje kako je u Saboru bio izložen verbalnim napadima HDZ-ovih zastupnika, te navodi upravo Milivoja Kujundžića kao jednog od njih. Dalje je naveo kako je nakon smrti predsjednika Franje Tuđmana, smjenom vlasti, te nakon unutarstranačkih izbora, novi predsjednik HDZ-a Ivo Sanader smijenio i eliminirao takve iz prvih redova HDZ-a.

#### Dražen Budiša
Dražen Budiša (1948.) hrvatski je političar, bivši predsjednik HSLS-a i sudionik hrvatskog proljeća. Zastupnički je dom Hrvatskog državnog sabora, na sjednici održanoj 11.prosinca 1998. donio odluku kojom se osniva saborsko istražno povjerenstvo koje je imalo zadatak otkriti tko stoji iza tzv. plana Lisica i parlamentarne krize 1994.godine. Navodno se radilo o planu oporbene stranke, HSLS-a iz 1994. godine, kada su navodno čelnici te stranke (Dražen Budiša, Jozo Radoš, Goran Granić, Ivo Božićević, Tonči Tadić, Branko Levačić, Hrvoje Zorić, Božo Kovačević i dr.) pokrenuli plan “Lisica” s tri faze, te je navodno prema tom planu u prvoj fazi cilj oporbe zasipati javnost tvrdnjama da je Vlada nesposobna i korumpirana, druga faza su trebali biti prosvjedi i štrajkovi, dok bi treća faza bili prijevremeni izbori. Naime tijekom saborskog istražnog povjerenstva, 1999., na kojemu se raspredalo o planu „Lisica“, u okviru kojeg je među ostalima pred saborskim istražnim povjerenstvom trebao svjedočiti i hrvatski političar Dražen Budiša, kojeg je pritom Milivoj Kujundžić usporedio sa sovjetskim javnim tužiteljem Višinskim, jednim od glavnih izvršitelja tzv. moskovskih suđenja iz perioda Staljinovih čistki tridesetih godina prošloga stoljeća.:str. 17.-18. Da apsurd u tom dubioznom mudrovanju bude veći, tako ga je nazvao čovjek koji je u bivšem jugoslavenskom režimu bio čelična pesnica režima, radnik UDB-e / SDS-a tijekom druge polovice četrdesetih, cijele pedesete i prvu polovicu šezdesetih godina, upravo u vrijeme kada je represivnim aparatom i tajnim službama rukovodio Aleksandar Ranković, dok je Dražen Budiša, tijekom sedamdesetih godina prošlog stoljeća bio među istaknutim studentskim vođama hrvatskog proljeća i jedan od simbola svih žrtava montiranih političkih procesa i političkih zatvorenika toga razdoblja.:str. 17.-18.

#### Zdravko Gavran
Navedeni je podatak vrlo vjerojatno blizak istini, jer je slično naveo i bivši hrvatski diplomat, književni kritičar i bivši član HDZ-a Zdravko Gavran (1957.) u svom istupu u emisiji internetskog formata, Podcast Velebit, gostujući 11. travnja 2021. kod urednika i voditelja te emisije, Marka Juriča, iznio je podatak kako je poznavao Milivoja Kujundžića. U svojoj je izjavi kazao kako je bio urednik Glasnika HDZ-a i član Visokog časnog suda HDZ-a, tijela kojeg je član bio i sam Kujundžić, da bi 2000. – 2001. bio i predsjednikom tog tijela stranke, te kako dalje navodi Gavran da su na Kujundžića vršeni pritisci kod donošenja odluka o tome koga treba izbaciti i kakvu odluku donijeti.
„Negdje od 2000. do 2002. Bio sam u Visokom časnom sudu HDZ-a, na čelu tog suda je u to vrijeme bio jedan častan čovjek, bivši udbaš, partizan, pa tamo iza partizana (pristupio udbi), Milivoj Kujundžić. Jedan čovjek koji je meni rekao kako smo se i družili, znaš li ti koliko je meni trebalo vremena da ja shvatim to zlo socijalizma, komunizma. On je bio ono što se kaže s dna kace. Poslije je otišao iz UDB-e, diplomirao pravo, radio u turizmu, i tako je ušao kod nas u HDZ. I tada je na taj Visoki časni sud HDZ-a, tadašnji predsjednik stranke, Ivo Sanader vršio pritisak, i na Kujundžića osobno, da presude onako kako njemu, Sanaderu paše.“ Uzgred budi rečeno Milivoj Kujundžić se negdje u to vrijeme, obratio tadašnjem predsjedniku stranke s pismom u kojem je iznosio određene kritike.

## Kraj političke karijere i smrt
Nakon smrti predsjednika Tuđmana u prosincu 1999., i gubitka vlasti na parlamentarnim izborima 3.siječnja 2000., te izborom novog predsjednika Stjepana Mesića, Milivoj Kujundžić je aktivirao saborsku mirovinu, ali se pozicionirao kao stari tvrdolinijaš, tzv. tuđmanovac, koji nije lako prihvaćao nove promjene u političkom životu Hrvatske, navodeći kako je spreman pljeskati novoj koalicijskoj vlasti predvođenoj Račanom i Budišom, ali i kritizirati, a "ako slučajno krenu u smjeru rušenja države da će organizirati bunt protiv njih." Zbog unutarstranačkih frakcijskih borb za moć i utjecaj, koje su uslijedile unutar HDZ-a, u takvim okolnostima Milivoj Kujundžić, kao bivši saborski zastupnik i jedan od vodećih ljudi zagrebačkog HDZ-a, odlučio se pozicionirati unutar frakcijskih grupa pred nadolazeći V. opći sabor HDZ-a, navodno je znao za inicijativu grupe okupljenih osnivača HDZ-a, na koju ga isprava nisu pozvali, da bi na kraju sam okupio svoju grupu.  
Na unutarstranačkim izborima održanim na V. općem saboru HDZ-a, 29. i 30. travnja 2000., koji se održavao u ozračju velikih napetosti i iščekivanja nakon smrti predsjednika Tuđmana i poraza na parlamentarnim i predsjedničkim izborima, izabran je za predsjednika Visokog časnog suda HDZ-a. Stranka je u to vrijeme bila zavađena frakcijskim borbama, te izlaskom istaknutih članova iz stranke. Vodstvo stranke je nakon Tuđmanove smrti (u prosincu 1999.), pa sve do V. općeg sabora (u travnju 2000.) vodilo Predsjedništvo HDZ-a, te od 5. siječnja 2000. do 29./30.travnja 2000. kao v.d. predsjednika bio je izabran Vladimir Šeks. Kao kandidati za predsjednika stranke tada su se kandidirali Ivo Sanader (kojeg je podržavao krug istomišljenika okupljen oko Vladimira Šeksa), Ljerka Mintas Hodak (podržavana od kruga bliskog Pašalićevoj struji) i Branimir Glavaš. U tom unutarstranačkom nadmetanju, pobijedio je kandidat Ivo Sanader, protom osvojivši 70% podrške izaslanika, dok je Ljerka Mintas Hodak dobila 20%, a Branimir Glavaš 10%. U takvim se stranačkim preslagivanjima Milivoj Kujundžić opredijelio za Sanadera.  

Kako je tada pobijeđena desna struja predvođena Ivićem Pašalićem, s pobjedom Ive Sanadera na unutarstranačkim izborima došao je i vjetar promjena. Usvojena je nova Programska deklaracija, na lokalnim izborima održanim 2001., na ključna mjesta koja je osvojio HDZ u lokalnoj i područnoj (regionalnoj) samoupravi sjeli su Sanaderovi ljudi. Oni koji su i izabrani s Pašalićeve liste, sada su pragmatično prihvatili ponuđenu im suradnju sa Sanaderom.  
"Poslije pobjede Sanader je tražio bilo kakav povod da Pašalića izbaci iz stranke. Kad je na jednoj konferenciji za novinare Pašalić izjavio da će predstojeće parlamentarne izbore HDZ dobiti, ali da će vodstvo nepovratno uništiti ugled HDZ-a, protiv njega je pokrenut stegovni postupak. Tadašnji je predsjednik časnog suda HDZ-a bio stari HDZ-ovac i uvjereni tuđmanovac, Milivoj Kujundžić. Kujundžić je napisao pismo Sanaderu u kojem je naglasio da se na njega vrši pritisak i da on tu odluku neće provesti. Kujundžić je branio Pašalićevo pravo da može javno kazati što misli." 
Usprkos neslaganjima s vodstvom, pritiscima sa strane na donošenje odluka, tu je dužnost ostao obnašati sve do smrti, 9.kolovoza 2001.godine. U vrijeme Sanaderova mandata na čelu HDZ-a, 15. listopada 2001., u Zagrebu, je bila održana sjednica Središnjeg odbora HDZ-a, na kojoj se pozivalo na „nužnost još čvršćeg i jedinstvenijeg HDZ-a u vrijeme kada se povjerenje naroda opet masovno vraća HDZ-u.“ Na sjednici je izneseno pismo, tada nedavno preminulog predsjednika Visokog časnog suda HDZ-a, Milivoja Kujundžića, koje je navodno, ovaj 16. ožujka 2001.uputio predsjedniku Sanaderu, u kojem spominje nedemokratske metode u vođenju stranke, sve kako bi HDZ doveo u umjerene političke vode. Nastavno u pismu, Kujundžić spominje telefonski razgovor, koji je u dva navrata vodio sa Sanaderom, u kojem odbija postupati po nalozima, na što ga je Sanader pozvao da u protivnom podnese ostavku na mjesto predsjednika Visokog časnog suda HDZ-a. Kasnije, na spomenutoj sjednici Sanader je doveo u pitanje autentičnost pisma, jer niti on, kao predsjednik stranke, niti tajništvo HDZ-a, nisu imali uvid niti dokaz o autentičnosti pisma i kad je ono eventualno bilo zaprimljeno. Zbog nastavka unutarstranačkih obračuna s drugim frakcijskim grupama unutar stranke, predvođenih Ivićem Pašalićem, Sanaderu se spočitavalo kako se navodno prihvatio suradnje s tzv. bivšim udbašima, te kako uz pomoć Josipa Manolića, koji je navodno imao utjecaj u određenim skupinama unutar stranke, a posebno uz pomoć Predsjednika Republike Stjepana Mesića, navodno, obračunava s Pašalićevom frakcijom, da bi Sanader, u lipnju 2002., od Središnjeg odbora HDZ-a zatražio donošenje odluke kojom se „riječ Udba“ više ne smije spominjati, u protivnom će izazvati stegovnu odgovornost.
Milivoj Kujundžić je umro u Zagrebu, 9. kolovoza 2001., u 74-oj godini života, nakon kratke i teške bolesti. Komemoracija je bila održana 14.kolovoza 2001., pokopan je na zagrebačkom gradskom groblju Mirogoj.

## Milivojeva ostavština

### Problem lustracije
Slomom komunizma u istočnoj i srednjoj Europi, pa tako i u bivšoj Jugoslaviji, odnosno Hrvatskoj, mnogi pripadnici bivših nomenklatura, posebno oni proistekle iz struktura represivnog aparata bivšeg režima jednostavno su na krilima demokratskih promijena zamijenili stranu, te su se priključili novim demokratskim i nacionalističkim opcijama. Sličan primjer imamo u susjednoj Republici Srbiji gdje se u slično vrijeme u javnosti pojavio bivši djelatnik SDS-a Božidar Spasić (1949.) izdavši 1993., u Beogradu, knjigu Smrt je njihov zanat: dokumenti ustaškog terorizma u koautorstvu s Ljiljanom Bulatović.  

U poslanici tijekom svoje prisege za hrvatskog predsjednika, u lipnju 1997., predsjednik Franjo Tuđman je pred okupljenima najavio kako će se u svom trećem mandatu na mjestu predsjednika države (za koji je bio predviđeno vremensko razdoblje od 1997. do 2002., ali ga je prekinula smrt), boriti protiv komunističkih ostataka. Navedena izjava naišla je na oduševljenje okupljene mase, koji su je dočekali aplauzom. Ali ljudi koji su pljeskali toj izjavi o borbi protiv vještica (u ovom slučaju bivših komunista) i sami su bili mahom bivši članovi SKH. Bilo je samo pitanje trenutka kada će se potegnuti pitanje hoće li se predsjednik Tuđman boriti protiv određenih osoba, grupa u društvu ili se samo kani boriti protiv društvenih pojava u kojima pojedinci retuširaju svoje biografije. Jedan od glavnih primjera retuširanja biografija iz tog vremena bio je u to vrijeme saborski zastupnik koji se isticao svojim stavovima borca za čistoću hrvatske stvari. Naime on sam se u to vrijeme, 1997. – 1999., našao u nezgodnoj situaciji, kada se preko novina javila žena čijeg je bliskog rođaka upravo taj isti Kujundžić, navodno, ovlašteno pretukao u vrijeme bivšeg jugoslavenskog režima kada je bio policijski istražitelj.   
"Da stvar bude ironična, taj i takvi podaci, vjerojatno nikad ne bi našli u javnosti, da sam Kujundžić nije toliko forsirao i stigmatizirao sve što je suprotno onome što je mislio i u ime čega je djelovao u prethodnom životu. Zanimljivo je da se takvo ponašanje zapravo može podvesti pod tipski, hrvatski, žanr falsificiranja biografije. Tko god jako glasno i netolerantno nastupa protiv nekog ciljanog dijela zajedničke prošlosti, vrlo vjerojatno tuče po samome sebi.“ 
  

Sam Kujundžić je s ponosom isticao svoju karijeru u Udbi, naime:   
  

"U HDZ-u su bila samo četiri člana Udbe, a ja tvrdim da je šteta što ih nije bilo četrdeset. Pritom mislim, dakako na poštene i čestite Hrvate koji su tamo radili i imali određeno iskustvo koje bi nam sada trebalo. (...) Zašto ne predbacuju svetom Pavlu da je bio progonitelj kršćana u prvom dijelu života? Zašto ne predbacuju Mariji Magdaleni što je bila prostitutka u prvom dijelu života? Zašto ne predbacuju Stepincu to što je neko vrijeme bio srpska oficirčina? Kakva su to dvostruka mjerila? Neka dignu ruku u zrak oni koji nemaju neku fleku na svojoj prošlosti! (...) Uostalom, u predsjedništvu HDZ-a imate i danas (svibanj 1994.) čovjeka koji je svojedobno, i to početkom 1960-ih bio Udbin informator. On zna da ja to zna i sad bi netko pitao zašto ne kažem njegovo ime. Zašto bih to napravio kad taj čovjek nije radio u tim stvarima ništa protiv interesa hrvatske države, nego je radio na tome da Hrvatska ne postane „ruska gubernija“.“ 
  

U to su se vrijeme u hrvatske medije javljali mnogi, koji su tvrdili da ih je zastupnik Kujundžić šikanirao u bivšem sustavu, za primjer se može navesti gospođa Lidija Fištrek iz Zagreba, koja je u rujnu 1996., u medijima iznijela podatak kako je nekad osobno poznavala dvije mlade žene koje je Kujundžić maltretirao i tukao zbog njihova romantična hrvatstva,da bi se kasnije sam Kujundžić prometnuo u jednog od najžešćih apologeta hrvatstva, ali tada kada je to bilo izrazito beneficirano. Potom se Kujundžić u demantiju osvrnuo na izjave gospođe Fištrek, napomenuvši pritom kako kako ne poznaje navedenu gospođu, te kako navedena sasvim sigurno nije upoznata s njegovom cjelovitom biografijom, ali je cinično iznio zamolbu da ga podrobno izvijesti o spomenutim dvijema gospođama, koje je on maltretirao i tukao kao major Udbe, pa ako je to istina, navodio je da će im se spreman i ispričati.  Tu bi trebalo podsjetiti na dva promišljanja o prošlosti, sadašnjosti i budućnosti Hrvatske, jednu Živka Juzbašića, a drugu Velimira Terzića. Zbog Kujundžićevih čestoput žestokih javnih istupa, u kojima je štošta spočitavao Srbima u Hrvatskoj, Juzbašić je znao odmjereno i smireno reagirati,  navodeći kako su četnici i ustaše nisu nikad predstavljali sve Hrvate i Srbe, te kako su oni bili najveći ološ jednog i drugog naoda. Navodeći pritom kako je i u ono vrijeme, ratnih devedesetih nastupila slična situacija, u kojoj nerijetko najgori uzimaju vlast u ruke i dijele pravdu. Smatrao je pritom Juzbašić, kako to ne može biti za duga vremena, takvi su protiv bilo kakvog pokušaja zajedničkog života. A on je ipak neminovnost. Zato nam treba mir., a on nema cijenu ni alternativu. Samo se u miru može razviti prava demokratska Hrvatska. Drugu izjavu pripisuje se Velimiru Terziću, te ona govori o tome kako ga je Kujundžić, vidjevši ga da sada dijele iste klupe, u Zastupničkom domu Hrvatskog sabora, uvjeravao u svoje istinsko domoljublje, preobraćenje, na što je Terzić spomenuo kako je on, usprkos svemu što se događalo u prošlosti, bio spreman mirno razgovarati, a događaje iz prošlosti koje je spomenuo, nije istaknuo u nikakvoj želji za osvetom, jer osvetnici ne mogu stajati uspravno. 
"Uvjeravaju me o svom hrvatstvu i svom velikom doprinosu za Hrvatsku. S njima danas potpuno mirno razgovaram, spomenemo te događaje bez ikakvih osvetničkih nakana, jer osvetnici nisu oni koji su ostali uspravni! Hrvatska je nešto drugo, ona je europski ambijent, što ga je lažni patriot privremeno degradirao. Njegovo je oružje dodvoravanje i konformizam. Kad rat prestane i njegovo oružje gubi na cijeni. Slijedi doba u kojem će se utažiti hrvatska glad za poštenjem. Nastat će zdrav hrvatski ambijent  liberalne demokracije. (…) Nacija svim svojim snagama treba krenuti prema cilju, a to je zdrav društveni ambijent, doslovno pravna država. Nužno je više tolerancije, osobito međustranačke. Treba izbjegavati konflikte i diobe oko bitnih pitanja za naciju. Oni koji su u površnom dodiru s nacijom i koji očekuju samo korist forsiraju samo svoje hrvatstvo i hrvatstvo svoje partije, uz malo mudrosti ona može ojačati svoj položaj, ali joj očito svi moramo pomoći da bi nam više imponirala". 
Zbog pojačane eskalacije oružanog sukoba kojem je bila izložena RH, prije svega od strane pobunjenih Srba potpomognutih od strane ubačenih agenata i paravojnih postrojbi u graničnim i ruralnim područjima, te većem dijelu područja u kojima je srpsko stanovništvo činilo većinu, dio bivših struktura se priključio aktivnoj obrani od agresije. Na primjeru političke karijere Milivoja Kujundžića u razdoblju od 1989. do 2001. vidi se sav sjaj i bijeda jednog predstavnika hrvatskih političkih elita iz devedesetih, koji su svoje korijenje imali u bivšim strukturama represivnog aparata, te su s radom nastavili i u novim okolnostima, dakako u novim ulogama, pod novom demokratskom i samostalnom RH. U vrijeme Drugog svjetskog rata su ratovali protiv mrskih okupatora, Talijana, Nijemaca i domaćih kolaboracionista, u posljeratnom razdoblju su progonili nesmiljenom žestinom svakog neprijatelja režima (križare, kler, IB-ovce, nepoštenu inteligenciju, proljećare odnosno maspokovce itd.). Da bi neki od njih prešli u nove strukture, novih demokratskih nacionalnih država. Za vjerovati je da su mnogobrojni od onih koji su bili žrtve bivšeg režima, u novom sustavu doživjeli šok, ne dočekavši lustraciju, već vidjevši takve ljude na ključnim pozicijama u državi. Milivoj Kujundžić je samo jedan dio iz jednog takvog miljea, te nije jedini, ali svojim čestim javnim istupima, te žestokim raspravama predstavlja jedan od reprezentativnijih predstavnika iz političkog života i izostanka lustracije u Hrvatske tijekom turbulentnih devedesetih godina prošlog stoljeća.  Svojom pojavnošću izazvao je sablazan kod svojih nekadašnjih žrtava, a očiglednim proturječnostima u svojemu javnom nastupu i niskim hvalospjevima, te nezajažljivom grabljenju funkcija, bio je slika i prilika ondašnjeg sustava. Svakako da se kroz lik i djelo Milivoja Kujundžića, kao slojevite ličnosti, sagledava šire stanje i sva kretanja u društvu, kojega je Kujundzić bio akter. Kako od vremena Drugog svjetskog rata, preko razdoblja socijalizma, tako do Domovinskog rata te transformacije i tranzicije u suvremenu Hrvatsku, zaključno s dolaskom Sanadera na čelno mjesto HDZ-a.  

### Djela
U izdanju Turističkog saveza Zagreba, 1971. u tisak je izašla knjiga u koautorstvu Milivoja Kujundžića i Anice Belete, Turizam Zagreba: karakteristike, aktuelnosti i perspektive, od 1967. – 1975.godine.
Milivoj Kujundžić je u koautorstvu s povjesničarom Zdravkom Dizdarom izdao knjigu Doprinos Hrvatske pobjedi antifašističke koalicije, izdanu u Zagrebu, 1995., pod pokroviteljstvom Sabora RH  i Odbora za obilježavanje 50.obljetnice pobjede antifašističke koalicije u Europi i svijetu.
Također u koautorstvu s povjesničarom Zdravkom Dizdarom izdao knjigu Hrvatska borba za opstojnost:1918. – 1998. od pokroviteljstvom Hrvatskog sabora i Odbora za obilježavanje 50. Obljetnice pobjede antifašističke koalicije u Europi i svijetu, u tri izdanja.  
Autor je političkog eseja "Dr. Franjo Tuđman, Najveći Hrvat svih vremena", objavljenog u zbirci radova, Deset godina Hrvatske demokratske zajednice: 1989. – 1999., ur. Anđelko Mijatović, HDZ, Zagreb, 2009.

## Zanimljivosti
Prema vlastitom svjedočanstvu, Kujundžić je, navodno, bio poznat po svojim metodama u Splitu, ali i u širem dalmatinskom zaleđu, područjima Cetinske i Imotske krajine. Svojim se istražnim metodama znao obrušiti na osumnjičene, pritom cinično ih nazivajući svojim pacijentima. U kontekstu vremena neposrednog poraća, ali i kasnije, postojao je veliki problem u distribuciji robe široke potrošnje, te je u to vrijeme u Splitu bilo rašireno krijumčarenje (tzv. šverc), te se u tadašnjim izvješćima Udbe navodilo kako upravo pojedini djelatnici represivnog aparata neovlašteno oduzimaju robu, da bi potom tu istu robu oni preko krijumčara (švercera) preprodavali na sajmovima i tržnicama.:str. 371.
Prema nekim tvrdnjama, navodno je upravo Milivoj Kujundžić, koji je prema vlastitom kazivanju jedno vrijeme svog djelovanja u represivnom aparatu socijalističke Jugoslavije, tijekom pedesetih godina prošlog stoljeća proveo kao inspektor kriminalističke policije u Splitu i Zagrebu, poslužio književniku Ivanu Raosu kao inspiracija za lik antijunaka, policijskog inspektora Dektive, kojeg u televizijskoj seriji Prosjaci i sinovi, u režiji Antuna Vrdoljaka, prema scenariju istoimene knjige, utjelovljuje glumac Uglješa Kojadinović, dok je s druge strane kao inspiracija za njegov antipod, lik Matana, kojeg je utjelovio glumac Rade Šerbedžija, poslužio izvjesni Petar Burazin zvani Totan iz mjesta Cista Velika u Imotskoj zagori.